# Irving Fine
Pour les articles homonymes, voir Fine.
Irving Gifford Fine, né le 3 décembre 1914 à Boston – mort le 23 août 1962 à Natick, est un compositeur américain.

## Biographie
Né à Boston (Massachusetts), Irving Fine étudie le piano et fait des études universitaires, obtenant un baccalauréat et une maîtrise de l'université Harvard, où il est l'élève de Walter Piston. 
Fine est également élève du chef d'orchestre de Serge Koussevitzky et pianiste pour le Boston Symphony Orchestra
Il se rend en France pour étudier la composition avec Nadia Boulanger à l'École de musique Fontainebleau de Paris, puis rentre aux États-Unis et s'inscrit dans les classes de composition du Radcliffe College de Cambridge. 
De 1939 à 1950, il enseigne la théorie musicale à Harvard et dirige le Glee Club, devenant un proche collaborateur de Leonard Bernstein, Igor Stravinsky et Aaron Copland. 
À partir de 1950, il enseigne à l'université Brandeis et fonde la School of Creative Arts. Entre 1946 et 1957, il a également enseigné la composition au Tanglewood Music Festival dans les Berkshires. Parmi ses élèves, on compte Noël Lee, Halim El-Dabh et Richard Wernick.
Il a collaboré avec ce dernier à la partition de Maggie, une comédie musicale adaptée du roman éponyme de Stephen Crane.
Parmi ses œuvres, la Partita, pour quintette à vents (1948) et ses compositions pour chœur sont fréquemment jouées aux États-Unis, notamment les Three Choruses from Alice in Wonderland (1942), The Choral New Yorker (1944) et The Hour-Glass (1949).
Il meurt subitement d'un infarctus en août 1962, quelques semaines après la première exécution de sa première et unique Symphonie.

## Œuvre

### Orchestre
- Toccata concertante, 1947
- Serious Song: A Lament, pour cordes, 1955
- Blue Towers, 1959
- Diversions, 1959–60
- Symphony, 1962

### Musique chorale
- Three Choruses from Alice in Wonderland, 3–4 voix et piano, 1942; arrangement pour orchestre, 1949
- The Choral New Yorker, S, A, Bar, 3–4 voix et piano, 1944
- A Short Alleluia, SSA, 1945
- In gratio jubilo, hymne avec petit orchestre, 1949
- The Hour-Glass (B. Jonson), cycle de mélodies pour chœur, SATB, 1949
- Old American Songs (trad.), 2–4 voix et piano, 1952
- An Old Song (Yehoash, trad. M. Syrkin), SATB, 1953
- Three Choruses from Alice in Wonderland (Lewis Carroll), 2e série, SSA et piano, 1953
- McCord's Menagerie (McCord), TTB, 1957

### Mélodies
- Mutability (I. Orgel), cycle pour mezzo-soprano et piano, 1952
- Childhood Fables for Grown-ups (G. Norman), pour mezzo-soprano ou baryton, avec accompagnement au piano ou à l'orchestre, 1954–19555

### Musique de chambre
- Sonate pour violin et piano, 1946
- Partita, pour quintette à vents, 1948
- Notturno, pour cordes et harpe, 1950–1951
- String Quartet, 1952
- Fantasia, trio à cordes, 1956
- Romanza, pour quintette à vents, 1958

### Piano
- Music for Piano, 1947
- Children's Piano Pieces, 1956
- Hommage à Mozart, piano, 1956